# Арнштадт
Арнштадт (нім. Arnstadt) — місто в Німеччині, розташоване в землі Тюрингія. Адміністративний центр району Ільм.
Площа — 55,29 км2. Населення становить 28 124 ос. (станом на 31 грудня 2021).